# Unión Deportiva Gomera
La Unión Deportiva Gomera es un club de la ciudad de San Sebastián de La Gomera (Santa Cruz de Tenerife) España. Al comenzar la temporada  2021/2022, ha conseguido volver a competir tras varios años de ausencia en el fútbol federado.
Fue fundado en 1979 y se ha convertido en el único equipo de  La Gomera  en llegar a categoría nacional Tercera División de España Grupo XII, convirtiéndose así en unos de los club más importantes de  isla de La Gomera. Sus encuentros como local los juega en el Estadio Municipal de San Sebastián de La Gomera con capacidad para unos 1.500 espectadores.

## Historia
La Unión Deportiva Gomera fue fundada el 13 de mayo de 1979, cuando un grupo de aficionados al fútbol perteneciente al CF Leones y CD Junonia, liderados por la figura de Indalecio Darias Herrera, tomaron la iniciativa de que si la isla quería tener una representación digna a nivel provincial desde el punto de vista  deportivo, había que replantearse la situación y aunar en un solo club los recursos humanos con los que en ese momento se contaba a nivel insular, que eran de muy buena calidad, y fundar un solo club que representará como tal en el exterior con el apoyo de todos y cada uno de sus ciudadanos. En ese momento es cuando se funda la UD Gomera.
- El equipo empezó su andadura en la temporada 1979/80 en la Copa Heliodoro Rodríguez López. El primer partido amistoso fue un 2 de septiembre de 1979 ante el Toscal. La mayor goleada del equipo hasta la fecha  la logró al vencer al Agache 0-15 en la temporada 1980-81 en Segunda Regional.
- De momento hasta la presente temporada han pasado por el club unos 300 jugadores de los cuales los primeros en vestir la camiseta en la liga 1979-80 fueron Adolfo,Casimiro,Isidro Peraza,Domingo I, Domingo II,Foyo,Guito,Món,Ramón, Alexis,  Chanín, Mamingo, Teto, Camilo, Julio, Llanera, Ortega, Paco, Pauli, Perico, Toño y Valdez.

El equipo ha militado cinco temporadas  en Tercera División (contando con la presente). La primera vez logró el ascenso en la temporada 87/88 al vencer al Silense 1-3, el 3 de julio de 1988. El segundo ascenso llegaría en la campaña 92/93 al vencer en San Sebastián 3-1 a La Pared. El tercero ha llegado tras vencer al Gáldar en una eliminatoria a doble partido. En preferente ha militado 12 temporadas.
- En estos años los presidentes que han pasado por el club han sido Indalecio Darias, Domingo Fernández Arteaga, Carmelo Piñero,Enrique Arteaga, Lorenzo Castilla, Antonio Manuel Pérez, Domingo Padrón, Pedro Herrera y Manuel Padilla.
- También estos son algunos de los entrenadores que han dirigido a la UD Gomera: Carlos Hernández, Manuel Mendoza, Valentín Sánchez, Andrés Melo, Pedro Darias,José Antonio Díaz, Juan José Hernández, Francisco Piñero,Antonio Reyes, Olimpo Romero, o Miguel Ángel Peña.
- En la actualidad, el equipo ha logrado volver a salir, tras varios años sin competir.
- El alma mater del equipo ha sido su exsecretario Manuel Padrón Barrera, que llevaba más de 20 años ejerciendo el cargo.

## Uniforme
- Local Camiseta amarilla, pantalón rojo y medias amarillas.

## Estadio
La U. D. Gomera  juega en el Estadio Municipal de  San Sebastián de La Gomera  con capacidad para 1.500 espectadores.Aunque en los play off de ascenso a preferente 2010/11 se ha tenido que trasladar al campo de Agulo por el mal estado del campo de San Sebastián.

## Temporadas
| Temporada | División     | Posición | Copa del Rey |
| --------- | ------------ | -------- | ------------ |
| 1979/80   | 2.ª Regional | -        |              |
| 1980/81   | 2.ª Regional | -        |              |
| 1981/82   | 1.ª Regional | 4.º      |              |
| 1982/83   | 1.ª Regional | 1.º      |              |
| 1983/84   | Preferente   | 4º       |              |
| 1984/85   | Preferente   | 7º       |              |
| 1985/86   | Preferente   | 7.º      |              |
| 1986/87   | Preferente   | 11.º     |              |
| 1987/88   | Preferente   | 2.º      |              |
| 1988/89   | 3ªDivisión   | 17.º     |              |
| 1989/90   | 3ªDivisión   | 18.º     |              |
| 1990/91   | Preferente   | 4.º      |              |
| 1991/92   | Preferente   | 3.º      |              |
| 1992/93   | Preferente   | 2.º      |              |
| 1993/94   | 3ªDivisión   | 12.º     |              |
| 1994/95   | 3ªDivisión   | 19.º     |              |
| 1995/96   | Preferente   | 18.º     |              |
| 1996/97   | 1.ª Regional | 3.º      |              |
| 1997/98   | 1.ª Regional | 3.º      |              |
| 1999/00   | Preferente   | 12.º     |              |
| 2000/01   | Preferente   | 11º      |              |
| 2001/02   | Preferente   | 16º      |              |
| 2002/03   | 1ªRegional   | 3º       |              |
| 2003/04   | 1ªRegional   | 3º       |              |
| 2004/05   | 1ªRegional   | 6º       |              |
| 2005/06   | 1ªRegional   | 6º       |              |
| 2006/07   | 1ªRegional   | 6º       |              |
| 2007/08   | 1ªRegional   | 4º       |              |
| 2008/09   | 1ªRegional   | 3º       |              |
| 2009/10   | 1ªRegional   | 3º       |              |

| Temporada | División    | Posición    | Copa del Rey |
| --------- | ----------- | ----------- | ------------ |
| 2010/11   | 1ªRegional  | 1º          |              |
| 2011/12   | Preferente  | 2º          |              |
| 2012/13   | 3ªDivisión  | 19º         |              |
| 2013/14   | Preferente  | 8º          |              |
| 2014/15   | Preferente  | 4º          |              |
| 2015/16   | Preferente  | 7º          |              |
| 2016-17   | No Compitió | No Compitió |              |
| 2017-18   | No Compitió | No Compitió |              |
| 2018-19   | No Compitió | No Compitió |              |
| 2019-20   | No Compitió | No Compitió |              |
| 2020-21   | No Compitió | No Compitió |              |
| 2021/22   | 2.ªRegional | 1º          |              |
| 2022/23   | 1ªRegional  | 8º          |              |
| 2023/24   | 1ªRegional  | abandono    |              |

### Datos del Club
- 5 Temporadas en Tercera División
- 16 Temporadas en Preferente
- 14 Temporadas en 1ªRegional
- 3 Temporadas en 2ªRegional